# Серебряков, Юрий Павлович
Ю́рий Па́влович Серебряко́в (28 мая 1939, Ленинград, СССР — 15 января 2016, Санкт-Петербург, Россия) — советский и российский дирижёр, профессор.

## Биография
Родился в семье пианиста, ректора Ленинградской консерватории Павла Серебрякова.
В 1964 году снялся в роли П. И. Чайковского в фильме «Казнены на рассвете...».
В 1966 году окончил Ленинградскую консерваторию по классу оперно-симфонического дирижирования (класс народного артиста СССР Е. А. Мравинского).
После окончания консерватории проходил двухгодичную стажировку в Ленинградской филармонии. Затем ещё в течение двух лет был ассистентом Е. А. Мравинского. Активно гастролировал по СССР и за рубежом.
Сотрудничал с такими солистами, как М. И. Вайман, Б. Л. Гутников, Б. М. Давидович, М. Майский, М. Л. Ростропович, Ж. Б. Помье, М. Х. Гантварг, П. А. Серебряков, Г. Л. Соколов. Под его руководством в оперной студии консерватории были поставлены два балета — «Икар» и «Болеро» Равеля, опера А. А. Кнайфеля «Кентервильское привидение». Параллельно прошёл двухгодичную стажировку в Большом театре СССР по специальности «дирижёр балета» под руководством А. Журайтиса.
С 1977 по 1987 год работал дирижёром Симфонического оркестра Госкино СССР (Москва). Под его руководством записана музыка к более чем 300 художественным и документальным фильмам: в числе наиболее известных — «Сибириада», «Несколько дней из жизни И. И. Обломова», «Сказка странствий», «ТАСС уполномочен заявить…», «Жаркое лето в Кабуле». Записал пластинку-гигант с музыкой Э. Н. Артемьева к кинофильму «Сибириада», выпущенную в Париже фирмой «Le Chant du Monde».
С 1963 года несколько лет руководил Юношеским камерным оркестром в СМШ при Ленинградской консерватории и продолжал вести его в Консерватории. Некоторые из учащихся, игравших в оркестре, впоследствии стали видными музыкантами: О. Мартынова, М. Х. Гантварг, М. Майский, Б. М. Пергаменщиков, Ф. Хиршхорн, В. И. Стопичев.
До 1977 года преподавал на кафедре симфонического дирижирования. Среди учеников: Р. Э. Мартынов, А. Лукошявичюс, А. Р. Паулавичус, Е. Карасик, Н. Алексеев. Последние тридцать лет жил на бывшей даче отца, в посёлке Комарово под Петербургом.
Похоронен в Санкт-Петербурге на Литераторских мостках Волковского кладбища.